# Sangre Azul (banda)
Sangre Azul fue un grupo de rock español, formado en Madrid en 1981.

## Carrera
La banda se forma en el municipio de Pinto (Madrid) en 1981, con "Lili" Castañosa en voz, Carlos Raya en guitarra, Julio Díaz en bajo, Jose Antonio Martín en la otra guitarra, y Luis Santurde en batería.
Optan por un estilo de pop metal / hard rock, y se presentan en la octava edición del concurso "Villa de Madrid", en el apartado "Rock duro", una competencia para bandas nuevas organizada por el Ayuntamiento, la cual ganan.
Como premio, se les permite grabar un disco compartido con los grupos Esfinge y Furia Animal (quienes obtuvieron el 2º y 3º puesto respectivamente).
Tras esta experiencia iniciática, graban un EP homónimo con cuatro canciones, editado por el sello Fonomusic, el cual les sirve de espaldarazo para obtener un contrato con Hispavox.
"Lili" Castañosa decide alejarse, siendo reemplazado por Tony Solo, con quien graban un primer disco, titulado Obsesión, el cual ve la luz en 1987 y les permite ganar notoriedad en la escena heavy madrileña, gracias a su hard rock "tipo Whitesnake", muy popular por ese entonces.
En 1988 aparece el segundo disco, Cuerpo a cuerpo, el cual termina de consagrar a Sangre Azul como un nombre importante en el contexto del rock duro español, gracias a canciones como "No eres nadie", "Cuerpo a cuerpo", "Dueño y señor", "Mil y una noches", entre otros.
El tercer y último álbum de la banda, El silencio de la noche fue editado en 1989, mostrando un sonido más maduro y una producción aún más prolija que los trabajos anteriores.
Tras la edición de este LP giran por España, Francia, Alemania, e incluso dan el salto a las Américas, tocando en EE. UU. y México.[cita requerida]
No obstante, ante la falta de apoyo de la compañía y la decadencia de la escena glam metal, el grupo termina separándose en 1992.

## Discografía
- Sangre Azul (EP) (1985)
- Obsesión (1987)
- Cuerpo a cuerpo (1988)
- El silencio de la noche (1989)

## Miembros
- "Lili" Castañosa - voz (1981-1985)
- Carlos Raya - guitarra
- Julio Díaz - bajo
- Jose Antonio Martín - guitarra
- Luis Santurde - batería
- Tony Solo - voz (1985-1992)
- Juanjo Melero - guitarra (1988-1992)